# Popis hrvatskih veleposlanika u Litvi
Republika Hrvatska i Republika Litva održavaju diplomatske odnose od 18. ožujka 1992. Sjedište veleposlanstva je u Vilniusu.

## Veleposlanici
Hrvatska nema rezidentno veleposlanstvo u Litvi. Veleposlanstvo Republike Hrvatske u Kraljevini Švedskoj pokriva Republiku Litvu i Republiku Latviju.
| Veleposlanik      | Postavljenje       | Opoziv              | Sjedište  |
| ----------------- | ------------------ | ------------------- | --------- |
| Damir Perinčić    | 7. veljače 1994.   | 1. rujna 1996.      | Stockholm |
| Mladen Ibler      | 14. travnja 1997.  | 31. listopada 1999. | Stockholm |
| Branko Caratan    | 22. svibnja 2001.  | 31. listopada 2004. | Stockholm |
| Svjetlan Berković | 18. srpnja 2005.   | 8. veljače 2009.    | Stockholm |
| Vladimir Matek    | 23. ožujka 2009.   | 31. srpnja 2013.    | Stockholm |
| Anica Djamić      | 4. srpnja 2014.    | 30. rujna 2018.     | Stockholm |
| Krešimir Kedmenec | 1. listopada 2018. |                     | Vilnius   |

## Vanjske poveznice
- Litva na stranici MVEP-a